# Johann Franz von Crone
Johann Franz von Crone (* 1645 in Westfalen; † 6. Dezember 1718) war kurbrandenburgischer Generalmajor und Kommandeur des Regiments Anhalt-Zerbst.
Er wurde 1690 kurbrandenburgischer Major und Chef zweier, von ihm selbst geworbener Kompanien. Während des Pfälzischen Erbfolgekriegs kämpfte er gegen die Franzosen. In der Zeit wurde er am 6. Januar 1691 Oberstleutnant und am 22. Juli 1692 kam er zum Bataillon Anhalt-Zerbst. Danach kämpfte das Regiment ab 1702 im Spanischen Erbfolgekrieg gegen die Franzosen, dabei nahm er an den Belagerungen von Kaiserswerth, Tournay, Dounai sowie den Schlachten von Höchstädt und Oudenaarde teil. In der Schlacht bei Malplaquet führte er eine Brigade aus den Regimenter Lottum, Alt-Dohna, Jung-Dohna und Dönhoff, dabei wurde er auch verwundet. In diesem Krieg wurde er am 7. Februar 1702 Oberst, am 18. April 1706 Kommandeur des Regiments Anhalt-Zerbst und am 19. Juni 1706 Brigadier. Bereits am 19. September 1709 wurde er als Auszeichnung für Malplaquet zum Generalmajor ernannt. Nach dem Krieg kaufte er 1713 noch das Haus Schwarzenstein bei Wesel, was aber bereits 1715 wieder an den Generalmajor Johann Siegmund von Heyden verkauft wurde. Dann nahm er noch am Pommernfeldzug 1715/1716 teil, am 20. Mai 1716 erhielt er aber seine Demission. Er starb am 6. Dezember 1718.